# Änari
Änari – wieś w Estonii, w prowincji Järva, w gminie Türi.